# Église Saint-Nicolas de Paldiski
L'église Saint-Nicolas (estonien : Paldiski Nikolai kirik) est une église luthérienne située à Paldiski en Estonie.

## Histoire
Le bâtiment d'un étage de l'église a été achevé en 1841.
Des services luthériens ont eu lieu à Paldiski à partir du printemps 1770, initialement dans une maison en bois à deux étages louée, que la congrégation a achetée à l'automne 1775. Le bâtiment a été utilisé par la paroisse de Paldiski pendant 70 ans. En juin 1840, la première pierre a été posée pour l'église de style classique conçue par Johann Schellbach, qui a été nommée Nikolai en l'honneur de Saint-Nicolas et de l'empereur Nicolas Ier de Russie. L'église a été consacrée le 18 octobre 1842.
L'église a été entièrement rénovée en 1927 et 1933 (rénovation de la façade) et en 1937 (rénovation intérieure).
En 1940, la paroisse Saint-Nicolas de Paldiski a déménagé avec tous ses biens à Nõmme dans le cadre de l'accord de base conclu en 1939, lorsque la ville de Paldiski a été transformée en ville fermée en tant que base navale de Paldiski, et dans les années 1946-1994 , la ville de Paldiski et ses environs immédiats étaient l'une des zones les plus militarisées d'Estonie.
À l'époque de la République socialiste soviétique d'Estonie, le bâtiment a été utilisé comme club d'officiers et plus tard comme entrepôt. L'intérieur d'origine a été détruit, seul le retable "La Résurrection" (1888) a survécu.
La paroisse Saint-Nicolas de Paldiski a pu accéder à nouveau à l'église à l'automne 1993. L'église a été reconsacrée le 3 janvier 1999. En octobre 2022, le 180ème anniversaire du sanctuaire a été célébré avec un office et la remise de la cloche de l'église. L'archevêque de l'EELK Urmas Viilma a consacré une plaque commémorative avec les noms des membres du clergé de la paroisse jusqu'à présent.

## Galerie

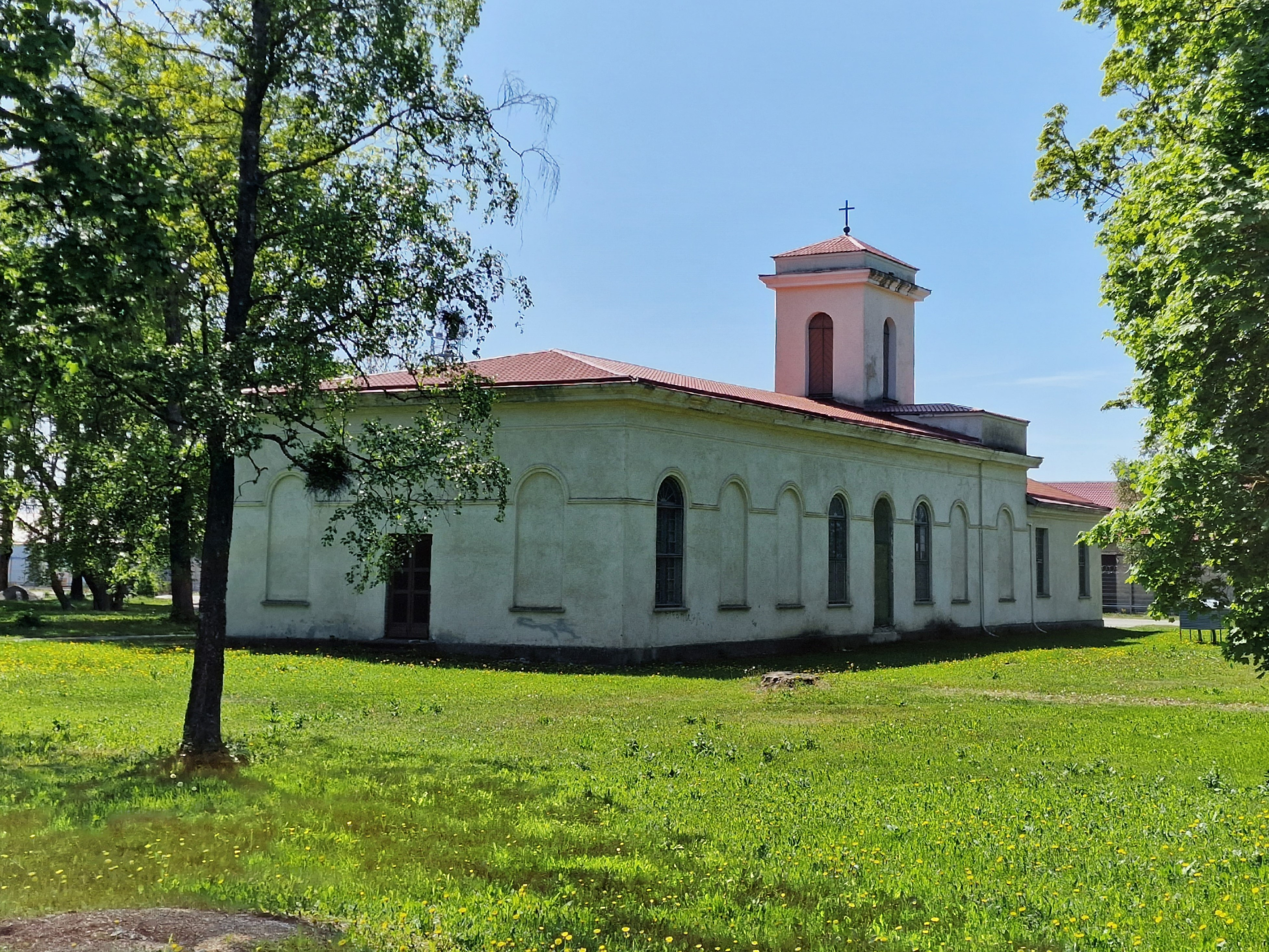
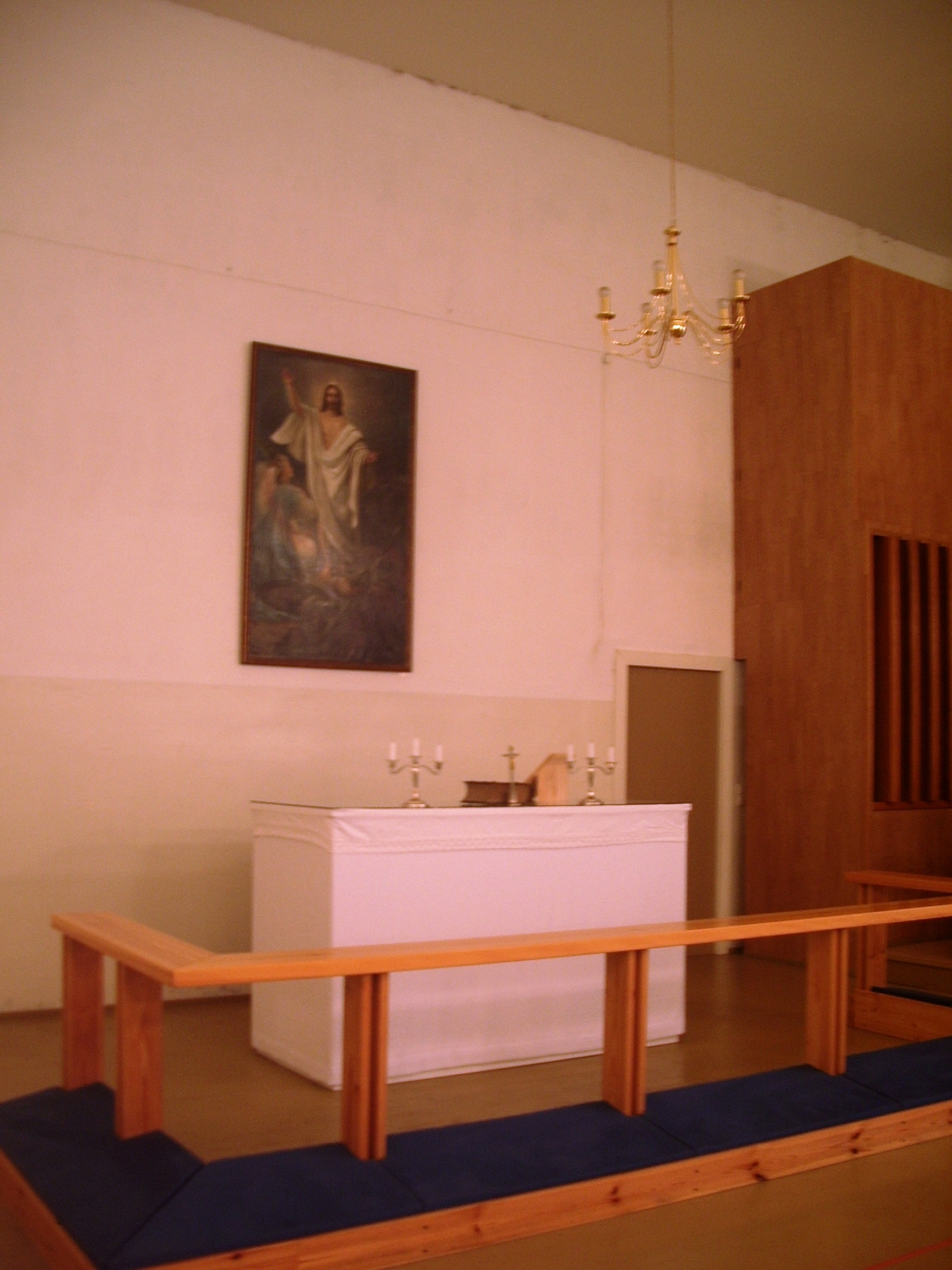